# Беков, Никита Алексеевич
Никита Алексеевич Беков (родился 3 марта 1996 года в Киеве) — российский регбист, замок французской команды «Бланьяк» и сборной России. Сын советского и украинского регбиста Алексея Бекова.

## Биография

### Ранние годы
Отец Никиты — русский регбист Алексей Беков, выступавший за «Радугу» (Таганрог), «Авиатор» (Киев), клубы Франции и Польши, а также Украины (в 2015 году назначен тренером клуба «Булава»), мать — украинка. Когда родители развелись, то мама с Никитой уехали в Париж, где он тоже стал заниматься регби с 7 лет. В 15 лет Никита попал в академию клуба «Масси» из пригорода Парижа, а в это же время отец вернулся к Никите, чтобы помочь ему закрепиться в мире регби.

### Карьера игрока
Профессиональную карьеру Никита начал в клубе «Сюрен» в лиге Федераль 1 (третий по силе дивизион), куда был отдан в аренду в сезоне 2018/2019. Следующий год провёл уже в «Масси», играя в основе команды — та вылетела из Про Д2 и предложила Никите вернуться в основной состав.
В сборную России был вызван в ноябре 2017 года на Кубок наций в Гонконге и дебютировал 14 ноября в матче против Кении, завершившимся победой россиян со счётом 31:10. В марте 2020 года вызван на матч против Румынии, но на поле не вышел.